# Путинатти, Жоржиньо
Жорже Анто́нио Путинатти (порт.-браз. Jorge Antônio Putinatti; 23 августа 1959, Марилия), более известный как Жоржиньо Путинатти (порт.-браз. Jorginho Putinatti) — бразильский футболист, правый полузащитник.

## Карьера
Жоржиньо начал карьеру в молодёжном составе клуба «Марилия» в 1975 году. В 1979 году он выиграл молодёжный Кубок Сан-Паулу, после чего начал играть за основной состав клуба. В том же году полузащитник перешёл в «Палмейрас», дебютировав 29 апреля в матче с «Санкарлензе» (2:1). 19 июля того же года он забил первый мяч, поразив ворота клуба «XV ноября». Несмотря на личные достижения, Путинатти выиграл два «Серебряного мяча», в этой команде он успехов не добился. По словам игрока, после 1980 года клуб был в кризисе и потому не мог добиться больших побед. Наибольшим достижением игрока в «Палмейрасе» стало второе место в чемпионате штата Сан-Паулу в 1986 году. Игрок в интервью заявил, что причиной поражения в финальной игре стал арбитр. Судья матча Дулсидиу перед игрой якобы попросил у клуба в подарок автомобиль Monza, но ему отказали. Тогда обидевшийся судья сделал всё, чтобы клуб проиграл. Также Жоржиньо стал автором одного из символов клуба — свиньи, которым ранее его оскорбительно называли болельщики противоборствующих команд: его фото с маленькой свинюшкой было опубликовано на обложке журнала Placar, после чего это животное было принято фанатами, как символ клуба. Всего за клуб Путинатти провёл 373 матчей (160 побед, 131 ничьих и 82 поражения) и забил 95 голов. Последний матч в составе команды полузащитник провёл 5 февраля 1987 года с «Баией».
В 1987 году Жоржиньо был куплен «Коринтиансом». Его покупка стала частью предвыборной кампании Роберто Паскуа, президента клуба, который хотел остаться у власти в «Коринтиансе», и такой сделкой обеспечить часть электората. Однако игрок не смог стать игроком стартового состава команды. В начале 1988 года он перешёл во «Флуминенсе». Всего за «Коринтианс» Путинатти провёл 48 матчей (18 побед, 16 ничьих и 14 поражений) и забил 7 голов. «Флуминенсе» отдал за трансфер Жоржиньо Паулиньо Кариоку и некоторую сумму денег. В команде футболист не задержался и года, проведя 26 матчей (13 побед, 9 ничьих и 4 поражения) и забил 10 голов. После «Флуминенсе» Жоржиньо выступал за «Гремио», «Гуарани» Кампинас, «Сантос», «XV ноября» Пирасикаба и японский клуб «Нагоя Грампус Эйт».
Жоржиньо играл за олимпийскую сборную Бразилии, но команда не смогла пробиться на Олимпиаду в 1980 году. 8 июня 1983 года он дебютировал в составе первой команды в товарищеском матче с Португалией (4:0). В том же году он поехал на Кубок Америки, где сыграл 8 матчей и забил один гол. После окончания турнира, Путинатти полтора года не вызывался в стан национальной команды. Однако весной 1985 года он вновь стал выступать за сборную. Жоржиньо считали кандидатом на поезду на чемпионат мира 1986, но в 1985 году он получил перелом ноги и очень долго восстанавливался. В результате не попав на турнир.
Завершив карьеру игрока, Жоржиньо занялся бизнесом. Он открыл в Марилии крупный спортивный комплекс.

## Международная статистика
| Матчи Жоржиньо Путинатти за сборную Бразилии | Матчи Жоржиньо Путинатти за сборную Бразилии | Матчи Жоржиньо Путинатти за сборную Бразилии | Матчи Жоржиньо Путинатти за сборную Бразилии | Матчи Жоржиньо Путинатти за сборную Бразилии | Матчи Жоржиньо Путинатти за сборную Бразилии | Матчи Жоржиньо Путинатти за сборную Бразилии |
| -------------------------------------------- | -------------------------------------------- | -------------------------------------------- | -------------------------------------------- | -------------------------------------------- | -------------------------------------------- | -------------------------------------------- |
| №                                            | Дата                                         | Место проведения                             | Оппонент                                     | Счёт                                         | Голы                                         | Турнир                                       |
| 1                                            | 8 июня 1983                                  | Коимбра                                      | Португалия                                   | 4:0                                          | -                                            | Товарищеский матч                            |
| 2                                            | 12 июня 1983                                 | Кардифф                                      | Уэльс                                        | 1:1                                          | -                                            | Товарищеский матч                            |
| 3                                            | 22 июня 1983                                 | Гётеборг                                     | Швеция                                       | 3:3                                          | 1                                            | Товарищеский матч                            |
| 4                                            | 28 июля 1983                                 | Сантьяго                                     | Чили                                         | 0:0                                          | -                                            | Товарищеский матч                            |
| 5                                            | 17 августа 1983                              | Кито                                         | Эквадор                                      | 1:0                                          | -                                            | Кубок Америки                                |
| 6                                            | 24 августа 1983                              | Буэнос-Айрес                                 | Аргентина                                    | 0:1                                          | -                                            | Кубок Америки                                |
| 7                                            | 1 сентября 1983                              | Гояния                                       | Эквадор                                      | 5:0                                          | -                                            | Кубок Америки                                |
| 8                                            | 14 сентября 1983                             | Рио-де-Жанейро                               | Аргентина                                    | 0:0                                          | -                                            | Кубок Америки                                |
| 9                                            | 13 октября 1983                              | Асунсьон                                     | Парагвай                                     | 1:1                                          | -                                            | Кубок Америки                                |
| 10                                           | 20 октября 1983                              | Уберландия                                   | Парагвай                                     | 0:0                                          | -                                            | Кубок Америки                                |
| 11                                           | 27 октября 1983                              | Монтевидео                                   | Уругвай                                      | 0:2                                          | -                                            | Кубок Америки                                |
| 12                                           | 4 ноября 1983                                | Салвадор                                     | Уругвай                                      | 1:1                                          | 1                                            | Кубок Америки                                |
| 13                                           | 25 апреля 1985                               | Белу-Оризонти                                | Колумбия                                     | 2:1                                          | -                                            | Товарищеский матч                            |
| 14                                           | 28 апреля 1985                               | Бразилиа                                     | Перу                                         | 0:1                                          | -                                            | Кубок Танкредо Невеса                        |
| 15                                           | 2 мая 1983                                   | Ресифи                                       | Уругвай                                      | 2:0                                          | -                                            | Товарищеский матч                            |
| 16                                           | 15 мая 1985                                  | Богота                                       | Колумбия                                     | 0:1                                          | -                                            | Товарищеский матч                            |

## Достижения

### Командные
- Кубок Сан-Паулу (среди молодёжных команд): 1979
- Чемпион штата Риу-Гранди-ду-Сул: 1989

### Личные
- Обладатель Серебряного мяча Бразилии: 1983, 1986

## Личная жизнь
Путинатти женат. Имеет двоих детей.